# 艾克索·奧赫揚
艾克索·奧赫揚（法語：Axel Auriant，1998年1月1日—）是一名出生於法國貝桑松法國的演員與鼓手。他成名於挪威青少年電視劇《羞耻》改編版《羞恥：法國版》中的角色盧卡斯·拉勒曼特（Lucas Lallemant）。

## 生平
艾克索曾就讀阿爾薩斯學院。
2010年，他的劇場生涯從一家完全由兒童組成的專門劇團《Les sales gosses》開始。作家及導演奧利維爾·索利韋雷斯，允許他在馬圖林斯劇院參演他的作品《在聖誕老人的土地上》（Au Pays du Père Noël），為期兩年。他在16歲的時候因為在法語課堂上學習到莫里哀而下定決心要當演員。2016年，他進入巴黎十九區的法國音樂、舞蹈和戲劇藝術學院埃米莉·安娜·梅萊特的班上就讀。到19歲那一年，艾克索在劇場中突出，在特里斯坦-伯納德劇院單人演出塞德里克·查普伊斯的戲《量身定制的生活》（Une vie sur mesure）超過一年的時間。這齣劇獲得2017年最佳劇場演出。
2019年，他在挪威青少年電視劇《羞耻》的法國改編版《羞恥：法國版》飾演盧卡斯·拉勒曼特（Lucas Lallemant）。盧卡斯是《羞恥：法國版》第三季的中心人物，從第三季開始，《羞恥：法國版》成為法國當時最熱門的電視劇。這部片還為艾克索和他的對手戲演員馬克森斯·丹尼-福維爾在國際上打開知名度。
同一年，他開始在巴黎貝利埃劇院演出由亞瑟·朱諾執導，改編自巴蒂斯特·博利厄小說《Alors Voilà》的舞台劇《緊急情況的1001條命》（La même année）。它2020年在莫里哀第30晚時在夏特萊劇院上映。到21歲，艾克索已經在劇院完成超過五百個場次的演出。
2020年，他在塞德里克·克拉皮施的執導下為品牌卡地亞拍了一部廣告。
2021年，他出演夏琳·法維爾執導的電影《Slalom》，電影入選數個官方競賽，包括2020坎城影展、2020年昂古萊姆節，及同年的多維爾音樂節奧納諾瓦倫蒂獎。
除了他的演藝生涯，他也是一名專業的鼓手。他從2003年開始學習打鼓，也曾與知名音樂家喬伊絲·強納森、尼科萊塔、馬努·迪班戈一起演出過。

## 影視作品

### 電影
| 年分 | 導演              | 標題           | 角色             | 備註   |
| ---- | ----------------- | -------------- | ---------------- | ------ |
| 2015 | 雷米·貝贊松（Rémi Bezançon）   | 我們的未來（Nos futurs） | 雷歐（Léo）         |        |
| 2016 | 艾米莉·德勒茲（Émilie Deleuze） | 永遠不快樂（Jamais contente） | 湯姆（Tom）         | [ 19 ] |
| 2020 | 夏琳·法維爾（Charlène Favier）   | 激流迴旋（Slalom）   | 馬克西米利安（Maximilien） |        |
| 2021 | 阿瑟·杜邦（Arthur Dupont）     | 兩手空空（Les Mains Vides）   | 雅克（Jacques）         |        |

### 電視劇
|           | 導演                  | 標題                        | 角色                | 備註          |
| --------- | --------------------- | --------------------------- | ------------------- | ------------- |
| 2014      | 羅傑·德拉特（Roger Delattre）       | 我們親愛的鄰居 （Nos chers voisins）         | 傑里米（Jérémy）          |               |
| 2014      | 洛朗·圖爾（Laurent Tuel）         | 不要這樣做，不要那樣做 （Fais pas ci, fais pas ça） |                     | [ 20 ]        |
| 2018      | 勞倫斯·卡特里安（Laurence Katrian）   | 里爾謀殺案 （Meurtres à Lille）             | 奧斯卡（Oscar d'Armentières）          |               |
| 2018-2020 | 大衛·赫雷格（David Hourrègue）       | 羞恥：法國版                | 盧卡斯·拉勒曼特（Lucas Lallemant） | （主演第3季） |
| 2019      | 埃里克·勒魯（Eric Le Roux）       | 妮娜（Nina）                    |                     |               |
| 2021      | 克里斯托夫·坎波斯（Christophe Campos） | Plan B（B計劃）                  | 菲利克斯（Félix）        |               |

### 配音
|      | 導演                | 標題           | 角色         | 備註   |
| ---- | ------------------- | -------------- | ------------ | ------ |
| 2017 | 弗洛倫斯·米埃勒（Florence Miailhe） | 穿越（La Traversée）       | 埃爾德萬（Erdewan） |        |
| 2019 | 蒂姆·伯顿           | 小飛象         |              | [ 21 ] |
| 2019 | 乔恩·沃茨           | 蜘蛛人：離家日 | Zach         | [ 22 ] |
| 2021 |                     | JoJo的奇妙冒險 | BabyHead     |        |

## 劇場
| 年分      | 劇院                                          | 作品                           | 作者                                | 導演                            | 備註           |
| --------- | --------------------------------------------- | ------------------------------ | ----------------------------------- | ------------------------------- | -------------- |
| 2008      | 梅尼爾蒙特劇院、世界的沙發                    | 銷售展示 （Sales Gosses Show）                  | 西爾維·費里（Sylvie Ferrié）、 菲利普·布雷坦（Philippe Bretin） |                                 |                |
| 2015-2016 | 馬圖林劇院                                    | 在聖誕老人的土地上 （In the land of Father Christmas）        | 奧利維爾·索利韋雷斯（Olivier Solivérès）             | 奧利維爾·索利韋雷斯（Olivier Solivérès）         |                |
| 2016      | le V e劇院                                    | 小手段（Les Petits Moyens）                     | 尤金·拉比什 （Eugène Labiche）                    | 洛伊克·伯傑 （Loïc Berger）                |                |
| 2017-2019 | 潘朵拉劇院（達維尼翁節）、特里斯坦-伯納德劇院 | 量身定制的生活 （A tailor-made life）            | 塞德里克·查普伊斯 （Cédric Chapuis）              | 斯蒂芬·巴特勒（Stéphane Batlle）               |                |
| 2019-2021 | 巴黎人劇院、華麗劇院                          | 緊急情況的1001條命 （Les 1001 Vies des Urgences）        | 巴蒂斯特·博利厄 （Baptiste Beaulieu）                | 亞瑟·朱諾 （Arthur Jugnot）                  |                |
| 2021      | 米喬迪埃劇院                                  | 時代廣場（Times Square）                   | 克萊門特·科赫 （Clément Koch）                  | 何塞·保羅 （José Paul）                  | 為France 2錄製 |
| 2021      | 貝利埃劇院（阿維尼翁）                        | 聖埃克蘇佩里或飛行員的奧秘（Saint-Exupéry ou le mystère de l’aviateur） | 弗拉維·佩恩（Flavie Péan）、 亞瑟·朱諾（Arthur Jugnot）     | 弗拉維·佩恩（Flavie Péan）、 亞瑟·朱諾（Arthur Jugnot） |                |

## 獲獎
- 2018：量身定制的生活（A tailor-made life）：巴黎人報2017年最佳劇場演出